# Hurrikan Maria
Der Hurrikan Maria war ein äußerst kraftvoller tropischer Wirbelsturm, der zunächst direkt über Dominica hinweggezogen war und dann auf weiteren Inseln der nördlichen Kleinen Antillen, Puerto Rico und der Dominikanischen Republik schwere Schäden verursachte. Eine Studie kam zum Schluss, durch den Sturm und dessen Folgen allein auf Puerto Rico etwa 3.000 Menschen zu Tode kamen. Somit war Hurrikan Maria eine der tödlichsten Naturkatastrophen in der Geschichte der Vereinigten Staaten. Die ursprünglich veröffentlichten Zahlen der Behörden lagen weit darunter, da sie sich nur auf die unmittelbar verstorbenen Menschen bezogen.
Der dreizehnte tropische Sturm, siebte Hurrikan und vierte schwere Hurrikan der atlantischen Hurrikansaison 2017 bildete sich am 16. September aus einer tropischen Welle. Maria war der dritte schwere Hurrikan in Folge, der innerhalb von zwei Wochen die nördlichen Kleinen Antillen durch direkte Treffer oder zumindest schwere Auswirkungen beeinträchtigt hat, nach dem katastrophale Schäden verursachenden Hurrikan Irma und dem Hurrikan Jose, der als Hurrikan der Kategorie 4 der Saffir-Simpson-Hurrikan-Windskala gefährlich nahe vorbeigezogen war. Die Spitzenwindgeschwindigkeiten verdoppelten sich innerhalb von 24 Stunden von 130 km/h auf 260 km/h, während in dem Zeitraum der zentrale minimale Luftdruck von 982 mbar auf 925 mbar fiel, und am 18. September um 23:30 Uhr UTC intensivierte sich Maria in die Kategorie 5, womit die Saison 2017 die erste seit der atlantischen Hurrikansaison 2007 ist, in der zwei Kategorie-5-Hurrikane beobachtet wurden. Diese Saison ist eine von bisher nur sechs im atlantischen Becken, in denen zwei oder mehr Kategorie-5-Hurrikane beobachtet wurden. Außerdem handelt es sich erst um die zweite Hurrikansaison seit Beginn verlässlicher Wetteraufzeichnungen, in der zwei Hurrikane tatsächlich in der Kategorie 5 auf Land getroffen sind.

## Meteorologische Geschichte

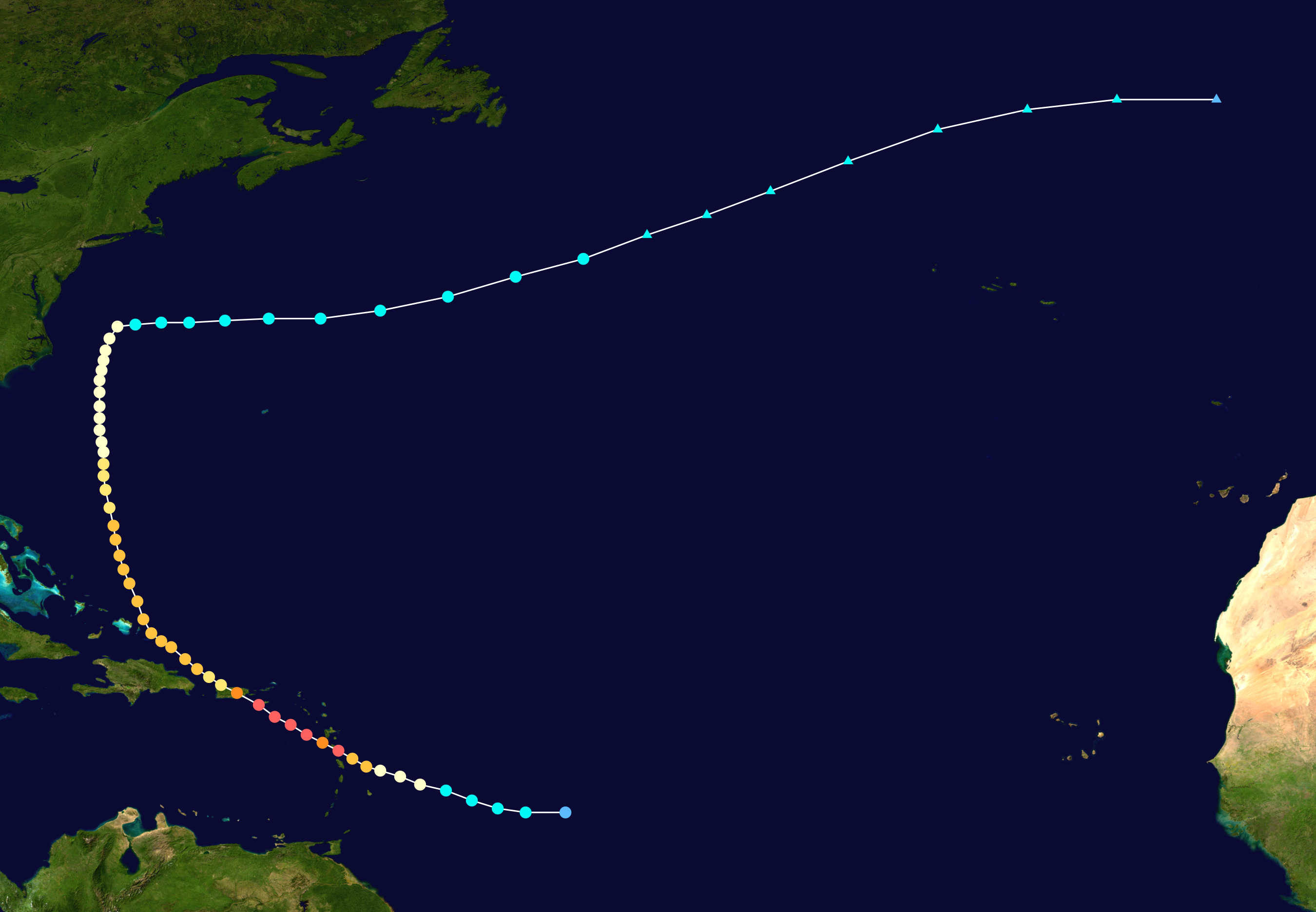
Zugbahn von Hurrikan Maria

Das National Hurricane Center (NHC) begann am 13. September mit der Beobachtung von zwei tropischen Wellen. Die östlichere davon entwickelte sich rasch in das System, aus dem schließlich Hurrikan Lee entstand, während die westlichere in einer allgemein westlichen Richtung über den tropischen Atlantik zog. Die Bedingungen in der Zugbahn der Störung waren allgemein günstig, und die Entwicklung in ein tropisches Wirbelsturmsystem schien wahrscheinlich. Während der beiden Folgetage organisierte sich die Störung besser, und am 16. September um 15:00 Uhr UTC hatte die Organisierung so weit zugenommen, dass das System als potential tropical cyclone eingestuft wurde. Ein nördlich der Störung liegender subtropischer Hochdruckrücken lenkte diese in generell westnordwestlicher Richtung in eine für die weitere Entwicklung sehr günstige Umgebung. Wasseroberflächentemperaturen von 29 °C, eine geringe Windscherung und reichlich feuchte Luft waren die Grundlage dazu, dass sich das System noch vor Erreichen der Kleinen Antillen zu einem Hurrikan intensivieren konnte. Im Tagesverlauf nahm die Organisierung weiter zu, sodass das System aufgrund von Satellitendaten um 21:00 Uhr UTC zu einem mäßig starken tropischen Sturm hochgestuft wurde und den Namen Maria erhielt.
Eine dichte Zirruswolkendecke (Central dense overcast, CDO) sowie eine vorteilhafte Ausströmung bildeten sich über dem Zirkulationszentrum, was in den Morgenstunden des 17. September die Entwicklung von Maria weiter begünstigte. Nachdem kurzzeitig trockene Luft in das System eindrang und die Zirkulation freistellte, brach über dem Zentrum Konvektion aus und die Intensivierung setzte sich fort. Im Tagesverlauf wurde der Sturm aufgrund von Berichten der Hurricane Hunters, die ihn untersuchten und Oberflächenwinde von 119 km/h sowie ein sich bildendes Auge vorfanden, am 17. September um 21:00 Uhr UTC zum Hurrikan aufgestuft. Die Ausbreitung der Wolkendecke und die zunehmend vollständige Augenwand signalisierten während der Nacht vom 17. zum 18. September eine stetige Intensivierung.
Früh am 18. September war innerhalb des Kerns eine beachtliche Gewittertätigkeit erkennbar, und die statistischen Modelle deuteten an, dass eine rapide Intensivierung bevorstand. Tatsächlich kam es schon kurz darauf zu einer explosiven Intensivierung, und bei einem Aufklärungsflug wurden Oberflächenwinde von 193 km/h und ein zentraler Luftdruck von 959 mbar festgestellt, was Maria zu einem schweren Hurrikan in der Kategorie 3 auf der Saffir–Simpson-Hurrikan-Windskala machte. Zusätzlich ergaben Radardaten ein gut definiertes Auge mit einem Durchmesser von 19 km. Das Auge zog sich zwischenzeitlich leicht auf einen Durchmesser von 15 km zusammen, als sich die Intensivierung fortsetzte und das System um 21:00 Uhr UTC die Kategorie 4 erreichte.
| Rang           | Hurrikan    | Saison | Min. Luftdruck hPa (mbar) |
| -------------- | ----------- | ------ | ------------------------- |
| 1              | Wilma       | 2005   | 882                       |
| 2              | Gilbert     | 1988   | 888                       |
| 3              | „Labor Day“ | 1935   | 892                       |
| 4              | Rita        | 2005   | 895                       |
| 5              | Allen       | 1980   | 899                       |
| 6              | Camille     | 1969   | 900                       |
| 7              | Katrina     | 2005   | 902                       |
| 8              | Mitch       | 1998   | 905                       |
| 8              | Dean        | 2007   | 905                       |
| 10             | Maria       | 2017   | 908                       |
| Quelle: HURDAT |             |        |                           |

Die rapide Intensivierung erreichte spät am 18. September ihren Höhepunkt, als sich Maria nur 25 km ostsüdöstlich von Dominica zum Kategorie-5-Hurrikan intensivierte.
Am 19. September um 01:15 Uhr UTC traf zum ersten Mal das Auge eines Hurrikans der Kategorie 5 auf die Küste der Insel Dominica. Die Interaktion mit dem Land führte dazu, dass sich Maria leicht in einen Hurrikan am oberen Ende der Kategorie 4 abschwächte, doch kurz nachdem das Auge wieder über Wasser war, erlangte Maria erneut den Status eines Kategorie-5-Hurrikans. Trotz der Bildung konzentrischer Augenwände – die größere mit einem Durchmesser von 40 bis 55 km und die kleinere mit dem Durchmesser 8 km (was auf den Beginn einer zyklischen Eyewall-Neubildung hindeutete) – blieb der innere Kern während des Nachmittags unbeeinträchtigt. Maria erreichte am 20. September gegen 03:00 Uhr UTC die Spitzenintensität, etwa 45 km südlich von Saint Croix, mit andauernden Windgeschwindigkeiten von 280 km/h und einem zentralen Luftdruck von 908 mbar; der Luftdruck ist der zehntniedrigste eines tropischen Wirbelsturms im atlantischen Becken seit Beginn zuverlässiger Aufzeichnungen.

Infrarotaufnahmenschleife des Hurrikans bei der Passage von St. Croix und Vieques sowie das Auftreffen des Auges auf Puerto Rico am 20. September

Der Hurrikan erreicht am 20. September gegen 05:00 Uhr UTC seine nächste Annäherung an St. Croix; er zog innerhalb von 30 km Entfernung an der Insel vorbei, und die äußere Augenwand des Hurrikans streifte die Insel, während die stärksten Winde vor der Küste blieben. Stunden später, gegen 08:00 Uhr UTC, traf die äußere Augenwand auf die Insel Vieques östlich von Puerto Rico. Zu diesem Zeitpunkt begann die äußere Augenwand zu dominieren und die innere Augenwand verblasste, und infolge der Eyewallerneuerung schwächte sich Maria in die Kategorie 4 ab. Gegen 10:15 Uhr UTC überquerte das Zentrum Marias direkt südlich von Yabucoa die Küste Puerto Ricos mit andauernden Windgeschwindigkeiten von 250 km/h; damit war Maria der stärkste Hurrikan, der seit San Felipe Segundo im Jahr 1928 in Puerto Rico. Über Puerto Rico behielt Maria den grob westnordwestlichen Kurs bei und gelangte kurz vor 18:00 Uhr UTC das Wasser des offenen Atlantiks. Aufgrund der bergigen Topographie auf der InseI hatte Maria über Puerto Rico deutlich an Kraft verloren, und die andauernden Windgeschwindigkeiten gingen auf 175 km/h zurück, während der Kerndruck auf 957 mbar gestiegen war. Aufgrund der weiterhin günstigen Umgebungsbedingungen reorganisierte Maria sich stetig. Als der Hurrikan sich von Puerto Rico entfernte, bildete sich ein großes Auge mit einem Durchmesser von 75 km, um das die tiefe Konvektion aufblühte. Früh am 21. September erreicht das System erneut die Kategorie 3.
Die durch Hurrikan Irma aufgewirbelte Wasseroberfläche limitierte zunächst Marias Reorganisation. Am Nachmittag des 21. September überquerte das System die Navidad und Silver Banks nördlich der Dominikanischen Republik. Shoaling aufgrund der geringen Wassertiefen störte die Messung der bodennahen Windgeschwindigkeiten. Die Konvektion um das Auge vertiefte sich, und das Auge definierte sich in der Nacht besser, und der Hurrikan erreichte mit andauernden Windgeschwindigkeiten von 205 km/h einen tertiären Höhepunkt.
Eine zusätzliche Zunahme der südwestlichen Windscherung führte zur allmählichen Abschwächung des Hurrikans mit Rückgang der Bandstrukturen und später der Degradierung des Auges. Spät am 22. September drehte der Hurrikan auf die erwartete nordnordwestliche Zugrichtung ein, weil er den westlichen Rand des Rückens erreicht hatte, der zuvor den Weg nach Norden blockiert und den Hurrikan deswegen westwärts gesteuert hatte. Marias Grad der Organisierung nahm bis zum 23. September abwechselnd ab und zu, und das Auge füllte sich mit Wolken und klärte sich wieder auf; in dieser Phase verblieb Maria in der Kategorie 3. Trotz eines sinkenden zentralen Luftdrucks schwächte sich der Hurrikan früh am 24. September in die Kategorie 2 ab. Die Hurricane Hunters beobachteten auf Flughöhe Windgeschwindigkeiten von 187 bis 217 km/h; die vom Stepped-Frequency Microwave Radiometer der NASA ermittelten Windgeschwindigkeiten erreichten jedoch nur 150 km/h. Zu diesem Zeitpunkt schwenkte Marias Zugrichtung nach Norden dem bereitserwähnten Rücken und einem Cut-off Low über dem östlichen Golf von Mexiko.
Die weitere Zugbahn bis zum 27. September verlief östlich der Bahamas und östlich der Ostküste der USA in Richtung Norden. Dabei schwächte sich Maria zum tropischen Sturm ab.
Die Reste des Hurrikans erreichten am 3. Oktober 2017 auch die Alpen, in Form einer schwachen Kaltfront auch Österreich, dort speziell den Norden des Landes.

## Vorbereitungen
Nachdem das National Hurricane Center am 16. September begonnen hat, Warnungen zu dem System auszugeben, das sich zum Tropischen Sturm Maria entwickeln würde, verhängte die Regierung von Frankreich Sturmvorwarnungen für Martinique und Guadeloupe; ähnlich verfuhren die Regierungen von St. Lucia für ihre Bürger und Barbados für die Bewohner von Dominica. Barbados erweiterte die Vorwarnungen später für die Bewohner von Barbados und Saint Vincent und die Grenadinen. Die Regierung von Antigua und Barbuda gab Hurrikanvorwarnungen für die Inseln Antigua, Barbuda, St. Kitts, Nevis und Montserrat aus, als das NHC Maria zum tropischen Sturm erklärte. Für Puerto Rico ordnete die Regierung Evakuierungen an und gab die Öffnung von 450 Notunterkünften ab dem 18. September bekannt. Neben einer Sturmwarnung wurde auch eine Hochwasserwarnung für Flüsse wie den Rio de la Plata ausgesprochen, die Pegel stiegen sprunghaft an.

## Auswirkungen
| Territorium                        | Tote    | Schäden (2017 USD) | Ref.          |
| ---------------------------------- | ------- | ------------------ | ------------- |
| Dominica                           | 65      | 931 Mio.           | [ 51 ] [ 52 ] |
| Guadeloupe (Frankreich)            | 2       | 120 Mio.           | [ 53 ]        |
| Martinique (Frankreich)            | 0       | n/a                | [ 53 ]        |
| Saint Kitts and Nevis              | 0       | 13 Mio.            | [ 54 ]        |
| Amerikanische Jungferninseln (USA) | 2       | 13 Mio.            | [ 55 ] [ 56 ] |
| Puerto Rico (USA)                  | 2.975   | 95 Mrd.            | [ 57 ]        |
| Dominikanische Republik            | 5       | 63 Mio.            | [ 58 ] [ 59 ] |
| Haiti                              | 3       | n/a                | [ 60 ]        |
| US-Ostküste                        | 4       | n/a                | [ 61 ] [ 62 ] |
| gesamt:                            | > 3.000 | >96,1 Mrd.         |               |

### Südliche Inseln über dem Winde
Die äußeren Regenbänder von Maria erzeugten auf den südlichen Inseln über dem Winde heftigen Regen und starke Windböen. Die Flughäfen Hewanorra und George F. L. Charles auf St. Lucia zeichneten 110 mm bzw. 80 mm Niederschlag auf; an anderen Stellen auf den Inseln fielen noch höhere Regenmengen. Vereinzelte Murenabgänge, Erdrutsche und entwurzelte Bäume verursachten leichtere Schäden und blockierten einige Straßen. In einigen Bezirken kam es durch heruntergerissene oder beschädigte Stromleitungen zu Stromausfällen. Die Landwirtschaft, insbesondere der Anbau von Bananen, war von Ernteausfällen betroffen.
Regenmengen zwischen 75 und 125 mm verursachten auf Barbados vereinzelt Hochwasser; einigenorts waren die Straßen überflutet. Starker Wind verursachte einen inselweiten Stromausfall.

### Martinique
Zwar zog das Sturmzentrum 50 km nördlich der Küste der Insel vorbei, Maria brachte aber dennoch Starkregen und starke Windböen auf die Insel, obwohl die Insel auf der langsameren Sturmseite außerhalb des sich 35 km vom Auge weg erstreckende Hurrikanwindfeldes blieb. Die Gemeinde Le Marigot meldete 170 mm Niederschlag innerhalb von 24 Stunden. Zahlreiche Straßen wurden durch Steinschlag, umgestürzte Bäume und Strommasten unpassierbar. In Le Lorrain stürzte der Wind Bäume auf die Straßen, die erst am Tag darauf geräumt wurden. In der am Meer gelegenen Gemeinde Le Carbet spülte starker Seegang Felsen an Land und zerstörte einige Küstenbauwerke. In Fort-de-France wurden Straßen überschwemmt. Am 19. September waren durch die Auswirkungen Maria 70.000 Haushalte ohne elektrischen Strom. Die Trinkwasserversorgung für 50.000 Abnehmer, vor allem in den Gemeinden Le Morne-Rouge und Gros-Morne unterbrochen. In der Umgebung um Basse-Pointe und L’Ajoupa-Bouillon wurden durch die Winde des Hurrikans die Bananenstauden fast vollständig vernichtet, oberhalb von La Trinité wurden etwa 60 % der Stauden vernichtet, und im Zentrum und im Süden der Insel bewegen sich die Verluste auf 40–50 % des Bestands. Auf Martinique wurden keine Toten gemeldet, doch wurden vier Personen verletzt, zwei davon schwer.

### Dominica

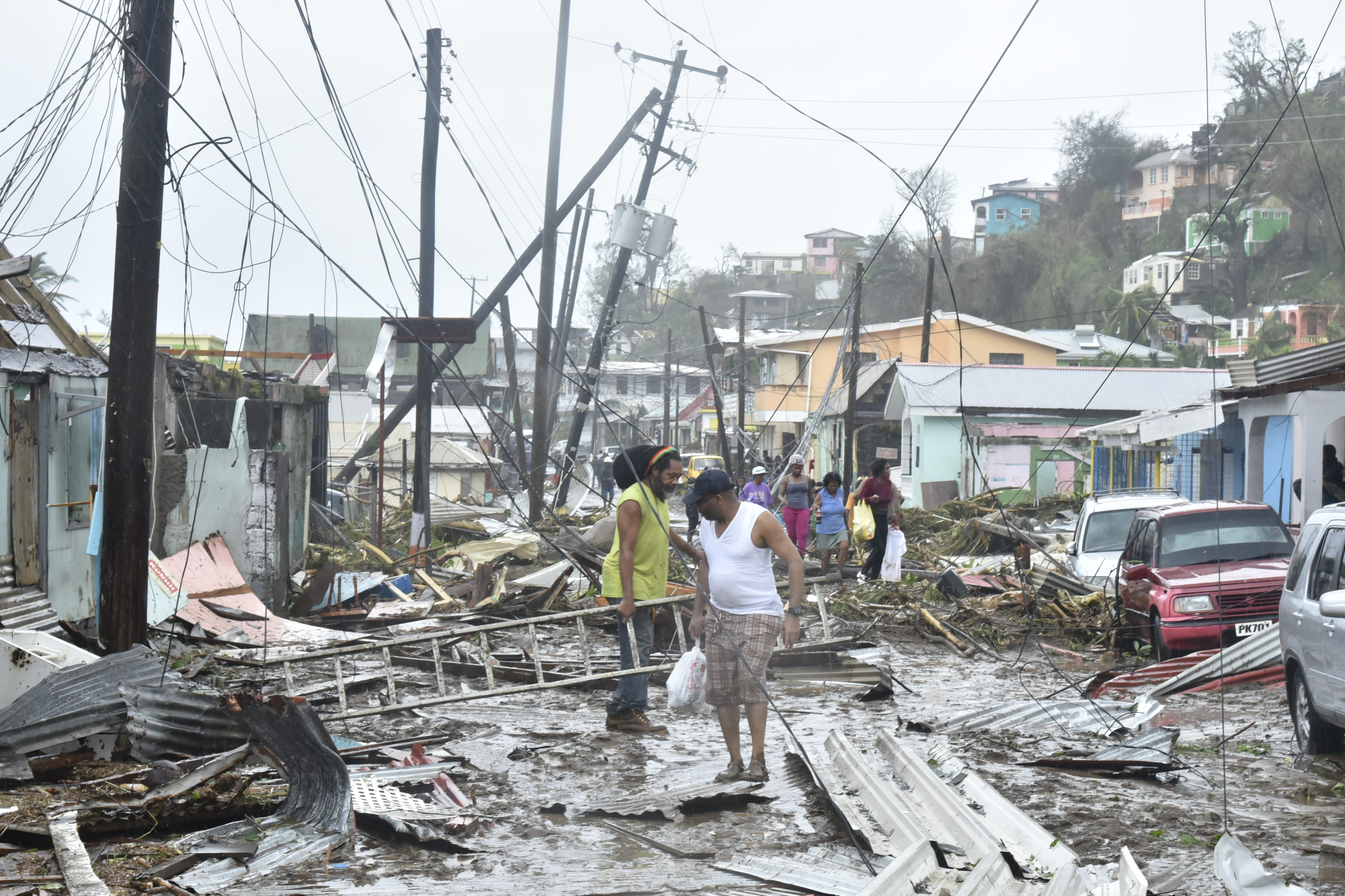
Verwüstung in Roseau

Maria traf Dominica als Kategorie-5-Hurrikan und richtete dort schwerste Schäden an. Die Dächer der meisten Häuser wurden abgedeckt. Auf dem Großteil der Insel fielen Internet, Mobilfunk und Hörfunk aus. Premierminister Roosevelt Skerrit bezeichnete die Zerstörungen als „unfassbar“. Der Sturm forderte 65 Tote, darunter 34 vermisste Personen, die nicht gefunden werden konnten und für tot erklärt wurden. Die Gesamtsumme der Schäden wurde auf 931 Mio. USD geschätzt, die Verluste durch Produktionsausfälle der landwirtschaftlichen Betriebe und Industrieunternehmen belaufen sich auf ungefähr 380 Mio. USD. Unmittelbar nach dem verheerenden Hurrikan kam es in vielen Städten der Insel zu Plünderungen, an denen auch Polizeibeamte beteiligt waren.
Luftaufnahmen ergaben, dass ganze Wohnviertel übersät waren mit Trümmern und die Häuserreihen unbewohnbar wurden. Nach anfänglichen Schätzungen zerstörte oder beschädigte der Hurrikan 90 % der Gebäude auf Dominica, darunter deckte er auch Dächer der Gebäude ab, die als Notunterkünfte dienten. Er beschädigte das Hauptkrankenhaus der Insel, das Princess Margaret Hospital. Die schweren Regenfälle lösten Erdrutsche aus. Infolgedessen barsten Wasserleitungen, sodass inselweit ein Mangel an Trinkwasser herrschte. Zudem wurden Lebensmittel und Medikamente knapp. Einige Orte wurden durch zerstörte Straßen gänzlich vom Rest der Insel abgeschnitten.

### Guadeloupe

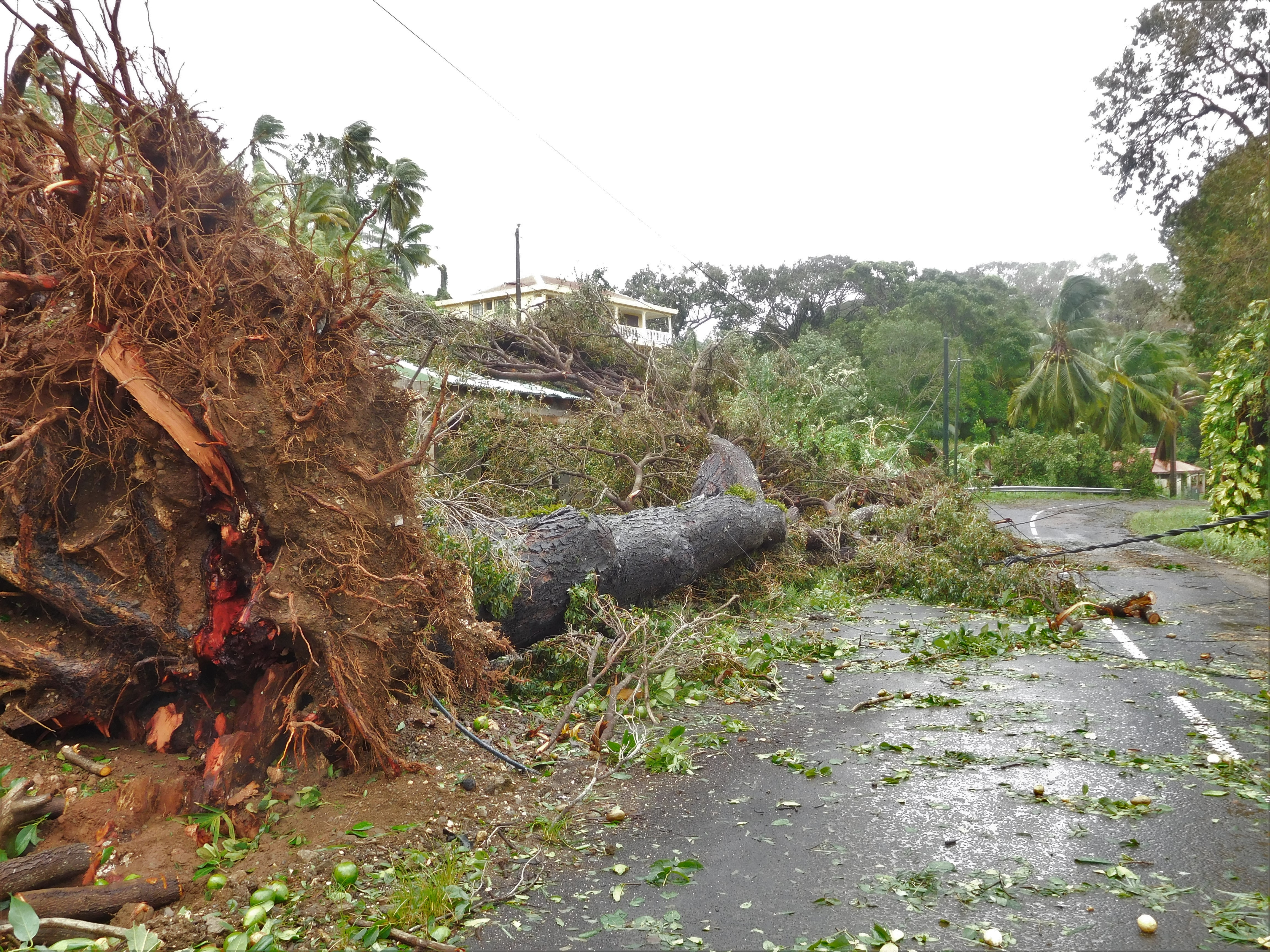
Entwurzelter Baum, heruntergerissene Stromleitung

Maria zog südlich an Guadeloupe vorbei, dennoch fegte der Sturm in der Nacht vom 18. auf den 19. September stundenlang mit Windgeschwindigkeiten von bis zu 150 km/h über die französischen Inseln hinweg. Die stärksten Winde traten an der Südküste von Basse-Terre auf. Gourbeyre meldete andauernde Windgeschwindigkeiten von 162 km/h, weiter nördlich meldete Baillif 148 km/h. Innerhalb eines Tages lud der Hurrikan mancherorts Regenmengen ab, die üblicherweise in fast einem Monat niedergehen: Pointe-à-Pitre meldete 191 mm und die Hauptstadt Basse-Terre 163 mm, jeweils innerhalb von 24 Stunden.
Verbreitet kam es zu Gebäudeschäden, vor allem durch abgedeckte Dächer; die Inseln Marie-Galante, La Désirade und insbesondere Les Saintes bekamen die Hauptlast des Windes ab, doch auch auf den Hauptinseln wurden die Regionen zwischen Pointe-à-Pitre über die Südwestküste von Grande-Terre bis nach Petit-Bourg sowie die südlichen Küstenabschnitte auf Basse-Terre schwer getroffen.

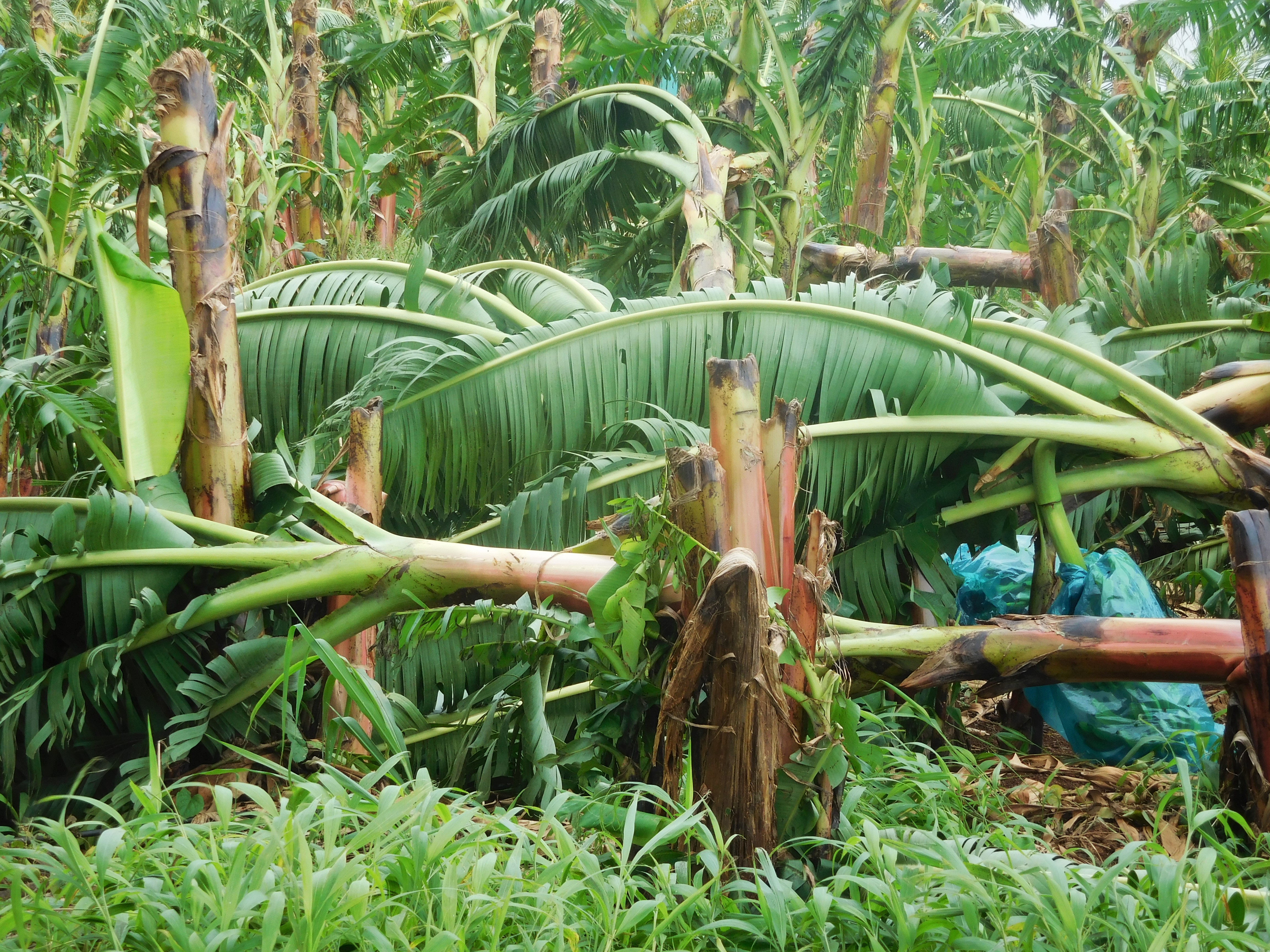
Sturmschaden: Abgeknickte Bananenstauden in Guadeloupe

Auf Les Saintes wurden zahlreiche Häuser überflutet oder verloren ihre Dächer. Teile von Pointe-à-Pitre standen mehr als einen Meter hoch unter Wasser, und das Krankenhaus wurde stark beschädigt. In rund 80.000 Haushalten – 40 % der Bevölkerung – wurde die Stromversorgung unterbrochen. Rund ein Viertel der Festnetzteilnehmer waren vom Ausfall des Telefonnetzes betroffen. Der starke Wind verwüstete die Vegetation der Inseln; umgestürzte Bäume und herabgefallene Äste blockierten praktisch jede wichtige Straße.
Offizielle Quellen berichteten von zwei Todesopfern auf den Inseln. Zwei weitere sind vermisst, seit ihr Boot vor La Désirade gekentert ist. Der Sachschaden durch Maria in Guadeloupe wurde am 22. September 2017 durch den französischen Wirtschaftsminister Bruno Le Maire auf mindestens 100 Millionen Euro beziffert.

### Amerikanische Jungferninseln
Als die äußere Augenwand über Saint Croix hinwegzog, war Hurrikan Maria als Kategorie-5-Hurrikan eingestuft. Er verursachte auf der Insel umfangreiche und schwere Schäden. Der Wind erreichte im Sandy Point National Wildlife Refuge andauernde Windgeschwindigkeiten von 159 bis 167 km/h und in Windböen bis zu 220 km/h. Das Dach des Krankenhauses wurde beschädigt, und das Krankenhaus selbst überflutet, ohne dass der Betrieb unterbrochen wurde. Auf der Insel starben zwei Personen. Mindestens zwei Schulen wurden zerstört. Kenneth Mapp, der Gouverneur der Inseln schätzte, dass die Reparaturen der Schäden am Stromnetz sechs Monate dauern würden. Mobilfunkmasten wurden teilweise mit privaten Generatoren betrieben, welche von Mitgliedern der Polizei und Nationalgarde bewacht wurden, nachdem es bereits zum Diebstahl eines Generators gekommen war. Es wurden Verteilstellen für Essen und Wasser eingerichtet. Die SS Wright brachte 1,1 Millionen Essensrationen auf die Inseln, weitere Nahrungs- und Wasserlieferungen erfolgten über eine Boeing C-17. Einige Patienten der Krankenhäuser wurden auf das Festland ausgeflogen.

### Puerto Rico

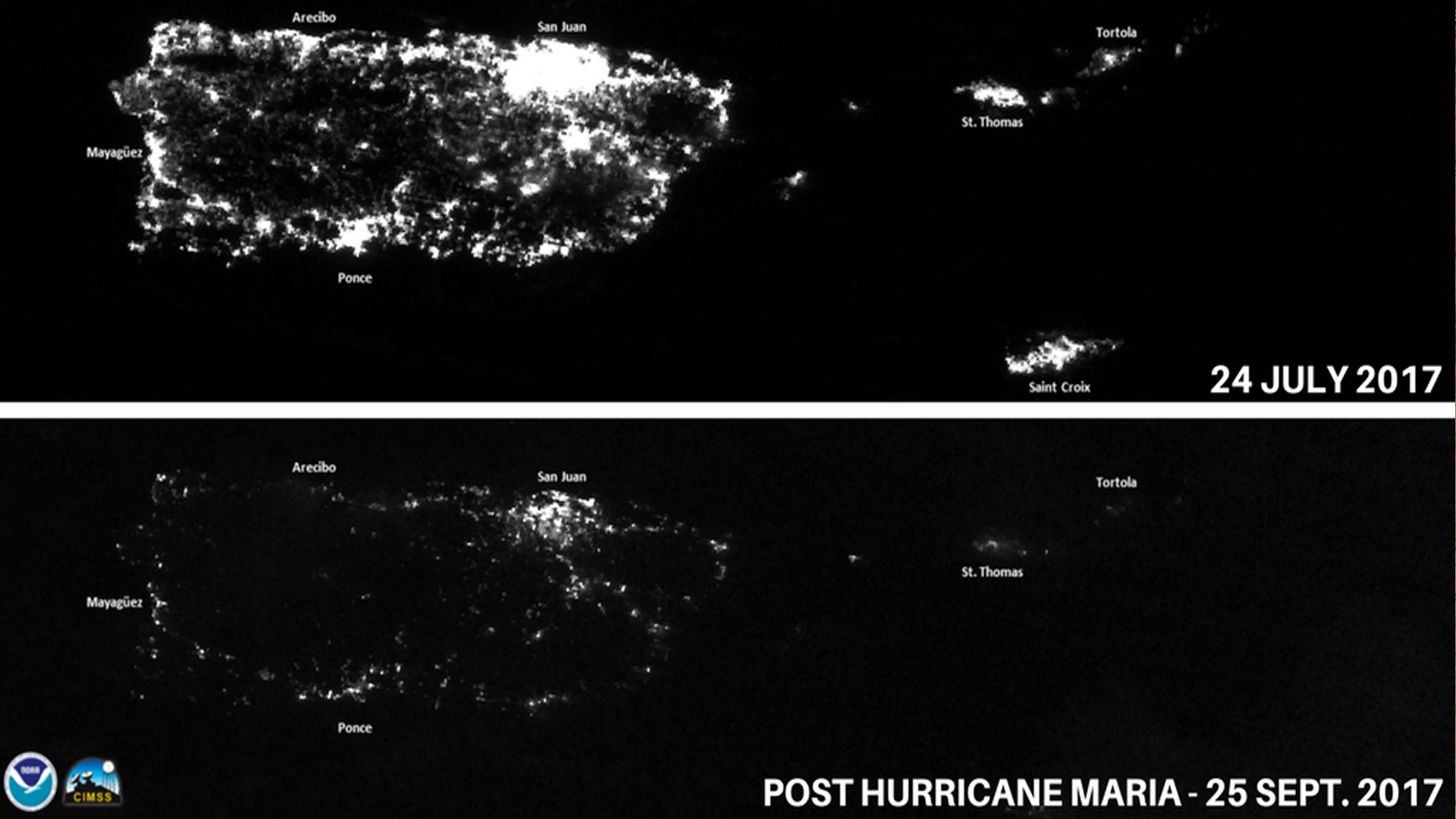
Satellitenaufnahmen zeigen die stark beeinträchtigte Stromversorgung auf der Insel nach dem Hurrikan

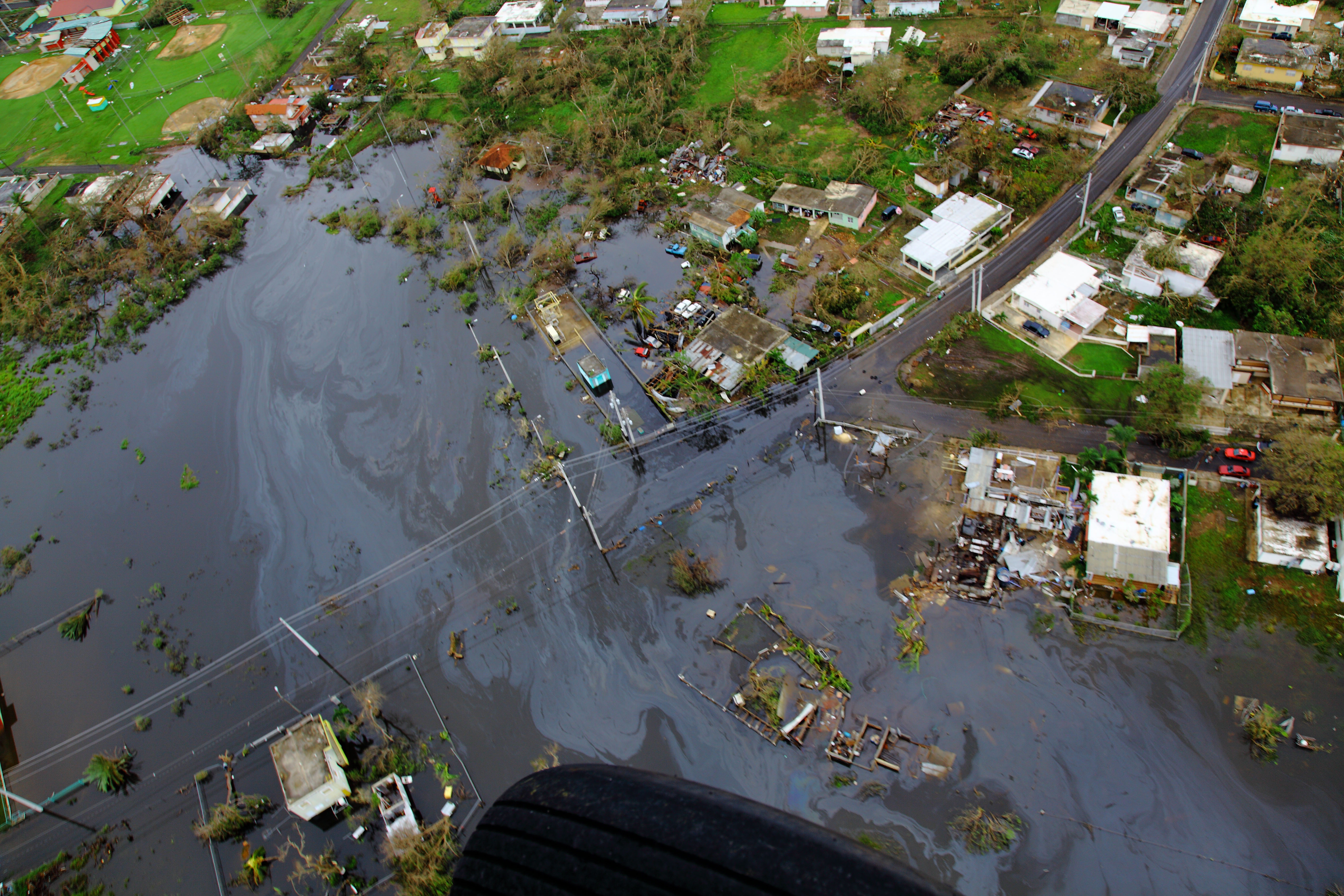
Sturmschäden und Überschwemmung auf Puerto Rico

In den frühen Morgenstunden des 20. September 2017 traf der Hurrikan auf Puerto Rico und durchzog das US-Außengebiet von Südosten nach Nordwesten mit einer Windgeschwindigkeit von 250 km/h. Hausdächer flogen auf den Straßen umher, zahlreiche Bäume wurden entwurzelt und Autos umgeworfen. Dazu kamen, verursacht durch enorme Regenmengen von mehr als 500 mm, auf der gesamten Insel großflächige Überschwemmungen. Der Strom fiel auf der gesamten Insel aus, es war dies der größte Stromausfall in der Geschichte der Vereinigten Staaten. Der Wiederaufbau der Strominfrastruktur werde drei bis vier Monate in Anspruch nehmen, teilte die Puerto Rico Electric Power Authority mit. Es mangelte an Trinkwasser, die Puerto Rico Aqueducts and Sewers Authority teilte mit, dass nur 40 % seiner Kunden mit Leitungswasser versorgt seien. Auch Treibstoff war knapp und das Mobilfunknetz wurde schwer in Mitleidenschaft gezogen, mehr als 91 % der Mobilfunkmasten waren außer Betrieb. Die Katastrophenschutzbehörde FEMA brachte Essen, Wasser und Planen zum Abdecken zerstörter Dächter und half bei Such- und Rettungseinsätzen. Offizielle Quellen berichteten in ersten Stellungnahmen von 16 Todesopfern. Aufgrund der desolaten Situation in den Krankenhäusern, und weil die Kommunikation mit lokalen Behörden zum Teil nicht möglich war, wurde befürchtet, dass die tatsächliche Opferzahl höher liegt.
Zeitweise wurde befürchtet, dass der Damm des Guajataca-Stausees, der durch den Hurrikan beschädigt wurde, brechen könnte. 70.000 Menschen leben in dem vom Dammbruch bedrohten Tal. Ricardo Rosselló, der Gouverneur von Puerto Rico, forderte die Anwohner zur Evakuierung des betroffenen Gebietes auf.
Von den 69 Krankenhäusern auf der Insel hatten nur elf genug Strom, um den Betrieb aufrechtzuerhalten. Die Regierung Trump sendete mit der USNS Comfort ein Hospitalschiff, ein Schiff mit Treibstoff und weitere Schiffe. Zunächst hatte Trump es mit Verweis auf Arbeitsplätze in der US-Transportindustrie abgelehnt, den Jones Act aus dem Jahre 1920 zu lockern, der Hilfstransporte per Schiff verteuert und teils behindert. Von 28. September bis 8. Oktober wurde er vorübergehend außer Kraft gesetzt.
Die Reaktion der Regierung Trump auf die Situation in Puerto Rico nach dem Sturm wurde vielfach als zu langsam und inadäquat kritisiert, unter anderem von Russel L. Honoré, der 2005 für die militärischen Hilfeleistungen bei der Katastrophenhilfe nach Hurrikan Katrina zuständig war. Am 3. Oktober 2017 reiste Trump nach Puerto Rico.
Laut der US-Bundesbehörde FEMA waren rund zwei Wochen nach dem Hurrikan 90 % der Insel ohne Elektrizität und die Hälfte der Einwohner ohne Zugang zu Trinkwasser. Laut Democracy Now nahm die Behörde den Zugang zu ihrem Datenmaterial zur Trinkwasser- und Elektrizitätsversorgung auf Puerto Rico am Tag darauf, am 5. Oktober 2017 von ihrer Homepage.
Am 12. Oktober wurde die Zahl der registrierten Todesopfer mit 45 angegeben, 113 Personen waren noch vermisst. Zwei Menschen, die durch infizierte Tiere verunreinigtes Wasser aus Bächen getrunken hatten, starben an Leptospirose. Am 24. Oktober wurde berichtet, dass die Behörden mindestens 74 Verdachtsfälle auf Leptospirose-Infektion hätten und zwei weitere Menschen an der Krankheit gestorben seien.
Das Repräsentantenhaus bewilligte am 12. Oktober die Freigabe von Mitteln zur Katastrophenhilfen im Umfang von 36,5 Milliarden Dollar für die von Naturkatastrophen zerstörten Gebiete, der Senat stimmte der Maßnahme zu. Die Schadenssumme auf Puerto Rico wird auf 95 Milliarden Dollar geschätzt. Das entspricht dem Anderthalbfachen des Bruttoinlandsprodukts der Insel.
Aufgrund der desolaten Situation auf der Insel wurde ein Massenexodus befürchtet. Bis 14. November sind 156.000 Puerto-Ricaner – zumindest vorübergehend – von der Insel nach Florida übersiedelt. Weitere Tausende waren im Begriff die Insel zu verlassen. Da Florida ein Swing State ist, könnten diese Massen die nächsten Wahlen zugunsten der Demokraten beeinflussen.[veraltet]
Fast zwei Monate nach dem Hurrikan waren immer noch 50 % aller Haushalte und Geschäfte ohne Strom, und 20 % ohne Trinkwasser. Die Stromversorgung war erst nach elf Monaten auf der ganzen Insel wiederhergestellt.
Am 9. November gab die Behörde bekannt, es habe im September 472 Todesfälle mehr gegeben als im September des Vorjahres. Diese Zahl dürfe aber nicht als Anzahl der Todesopfer von Hurrikan Maria interpretiert werden. Laut offizieller Statistik habe der Wirbelsturm auf der Insel 55 Menschenleben gefordert.
Im Dezember 2017 gab es gemäß New York Times 62 offizielle (direkte) Todesopfer durch den Hurrikan. Inklusive indirekter Todesfälle schätzte die Zeitung die Zahl der Todesopfer auf 1.052.
Eine im Mai 2018 veröffentlichte Studie der Harvard University kam zu deutlich höheren direkten und indirekten Opferzahlen und schätzte die Zahl der Todesopfer auf etwa 4.600 (95-%-Konfidenzintervall: 793–8.498), dem 70fachen der offiziellen Zahl von 64 Toten. Nach dieser Studie wurde ein Drittel dieser Zahl durch die zusammengebrochene medizinische Versorgung in den Monaten danach verursacht. Die Mortalität sei in den drei Monaten nach dem Sturm um 60 % höher gewesen. Im August 2018 wurden die Ergebnisse einer von der puerto-ricanischen Regierung in Auftrag gegebenen Studie der George Washington University veröffentlicht, die zu dem Ergebnis kam, dass etwa 2.975 Menschen (95-%-Konfidenzintervall: 2.658–3.290) dem Hurrikan und seinen Nachwirkungen zum Opfer gefallen sind. Die Regierung übernahm diese Zahl in die offizielle Opferbilanz.
Eine im April 2021 veröffentlichte Untersuchung des Generalinspekteurs des Ministeriums für Wohnungsbau und Stadtentwicklung kam zu dem Ergebnis, dass die Regierung Trump gezielt bereits genehmigte Hilfen für Puerto Rico im Umfang von 20 Milliarden Dollar zurückgehalten hatte.

### Hispaniola
Starkregen und Starkwind fegten über die Dominikanische Republik, als Maria nordwestlich vorüberzog. Untersuchungen, die am 22. September angestellt wurden, ergaben, dass in dem Land 110 Häuser zerstört und 570 weitere beschädigt wurden sowie 3723 Häuser von Überflutungen betroffen waren. Etwa 60.000 Bewohner in den nördlichen Landesteilen waren ohne elektrischen Strom. Durch Überschwemmungen, Sturzfluten und Erdrutsche waren viele Straßen unpassierbar, wodurch 38 Gemeinden von der Außenwelt abgeschnitten waren.
In der Dominikanischen Republik wurden vier Haitianer getötet, die in einer Sturzflut mitgerissen wurden, und ein weiterer Mann kam durch einen Erdrutsch um.
Marias Zentrum befand sich zu keinem Zeitpunkt näher als 250 km an Haitis Nordküste, dennoch gingen große Mengen Niederschlag über dem Staat im Westen Hispaniolas nieder, wodurch an einigen Stellungen Flüsse über die Ufer traten. Ein Mann ertrank beim Versuch, in Limbé im Département Nord einen hochwasserführenden Fluss zu überqueren, und zwei weitere Personen kamen 40 km östlich von Port-au-Prince in Cornillon ums Leben.